# Église Notre-Dame-de-l'Assomption d'Ameugny
Église Notre-Dame-de-l'Assomption d'Ameugny är en katolsk kyrkobyggnad som är belägen i byn och kommunen Ameugny i departementet Saône-et-Loire i regionen Bourgogne-Franche-Comté i Frankrike. Kyrkan är tillägnad Jungfru Marie himmelsfärd. Sedan 22 oktober år 1913 räknas den som ett historiskt monument.

## Kyrkobyggnaden
Kyrkans torn och absid uppfördes någon gång under 1000-talet medan långhuset uppfördes vid slutet av 1100-talet. Kyrkorummets valv byggdes om år 1675. Vid början av 1800-talet var kyrkan kraftigt förfallen och ett renoveringsarbete påbörjades år 1815 som troligen slutfördes omkring 1826-1827.
I sin nuvarande form består kyrkan av ett långhus med torn i öster och öster om tornet en halvrund absid. Kyrkorummet har en enkel utformning med få möbler. Golvet är helt stenlagt. Väggarna är dekorerade med målningar från 1500-talet. Kyrkorummets kor har ett modernt altarbord i trä samt två sidoaltare.

## Bildgalleri

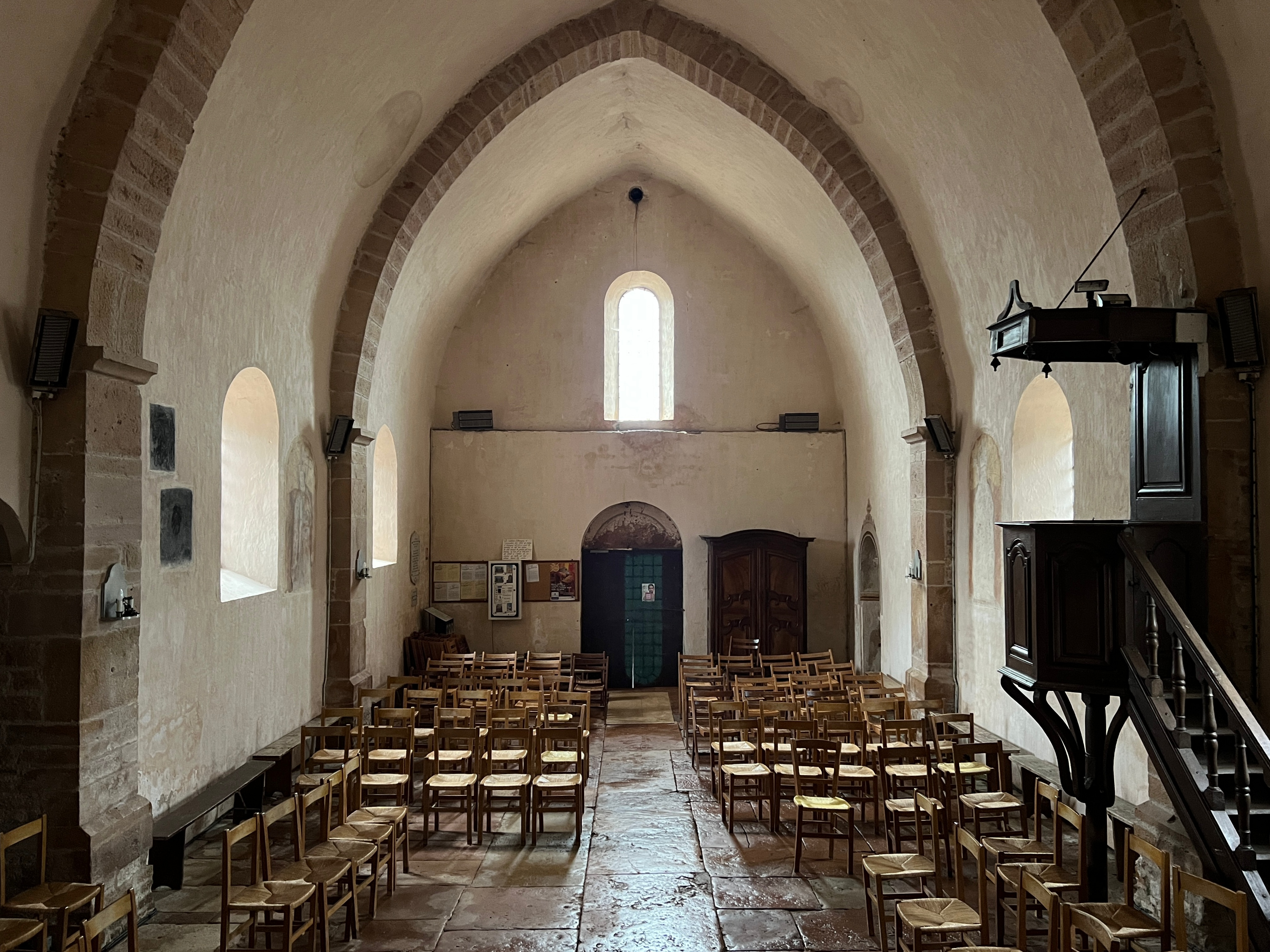
Kyrkorum mot väster
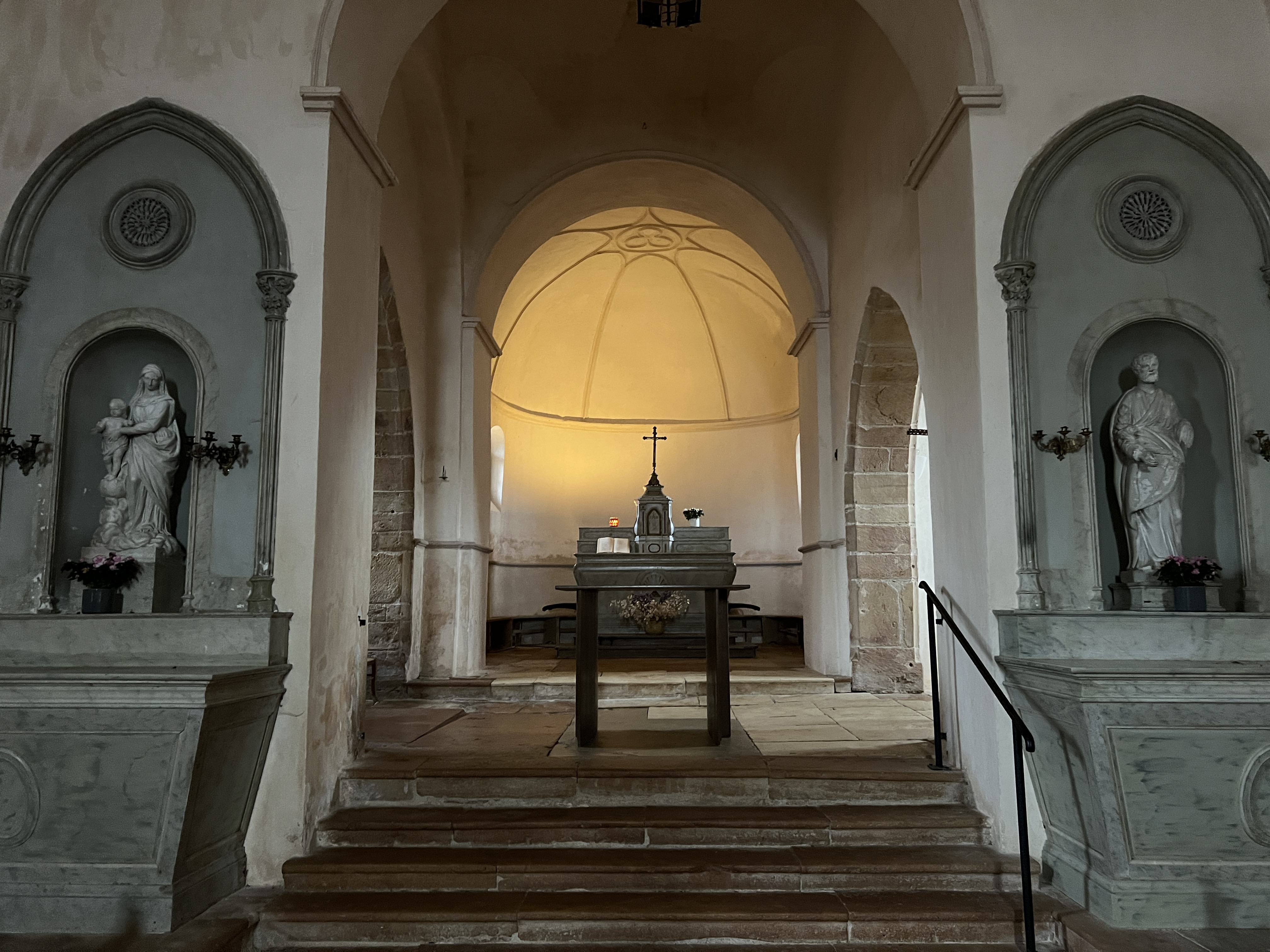
Vy mot koret
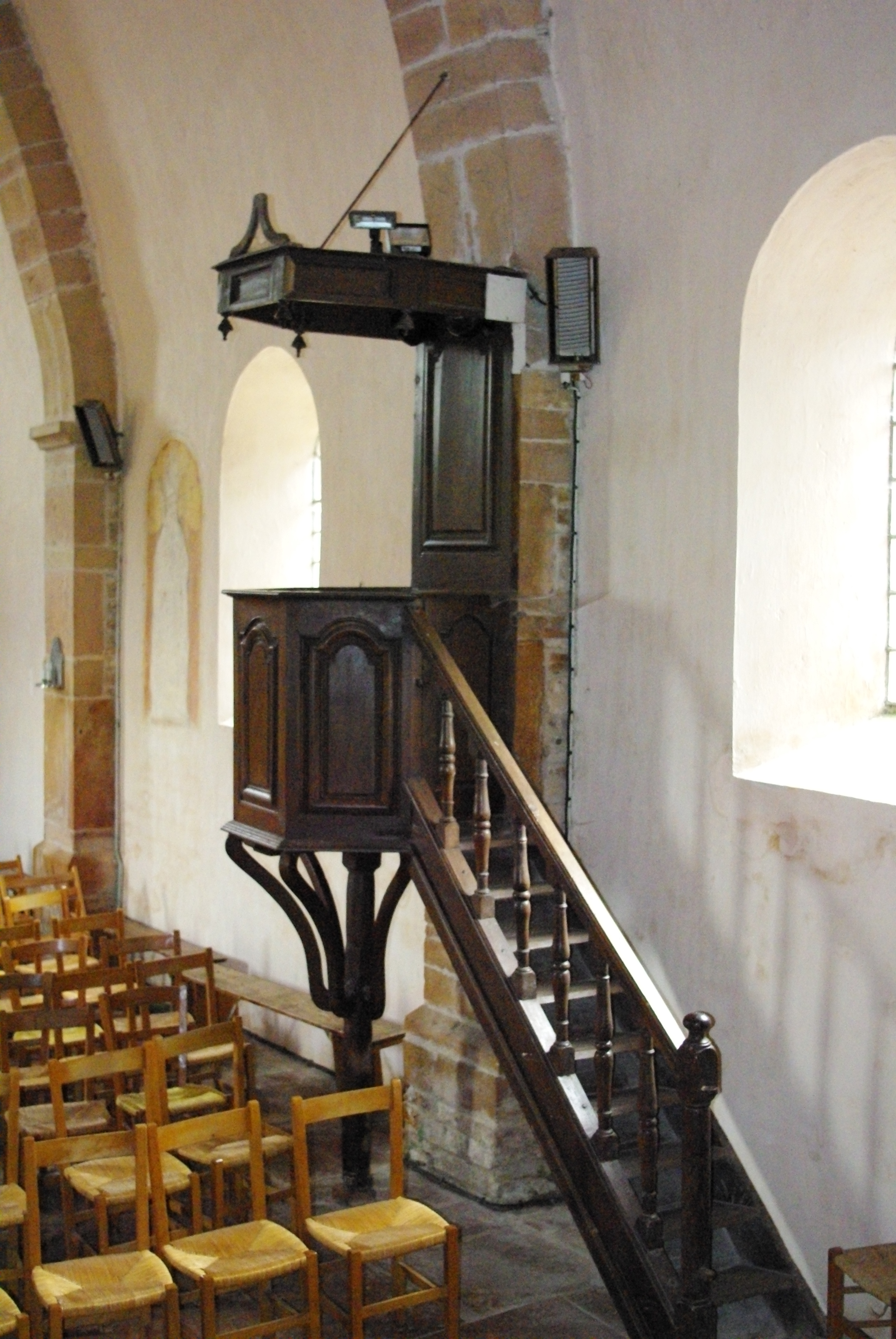
Predikstol
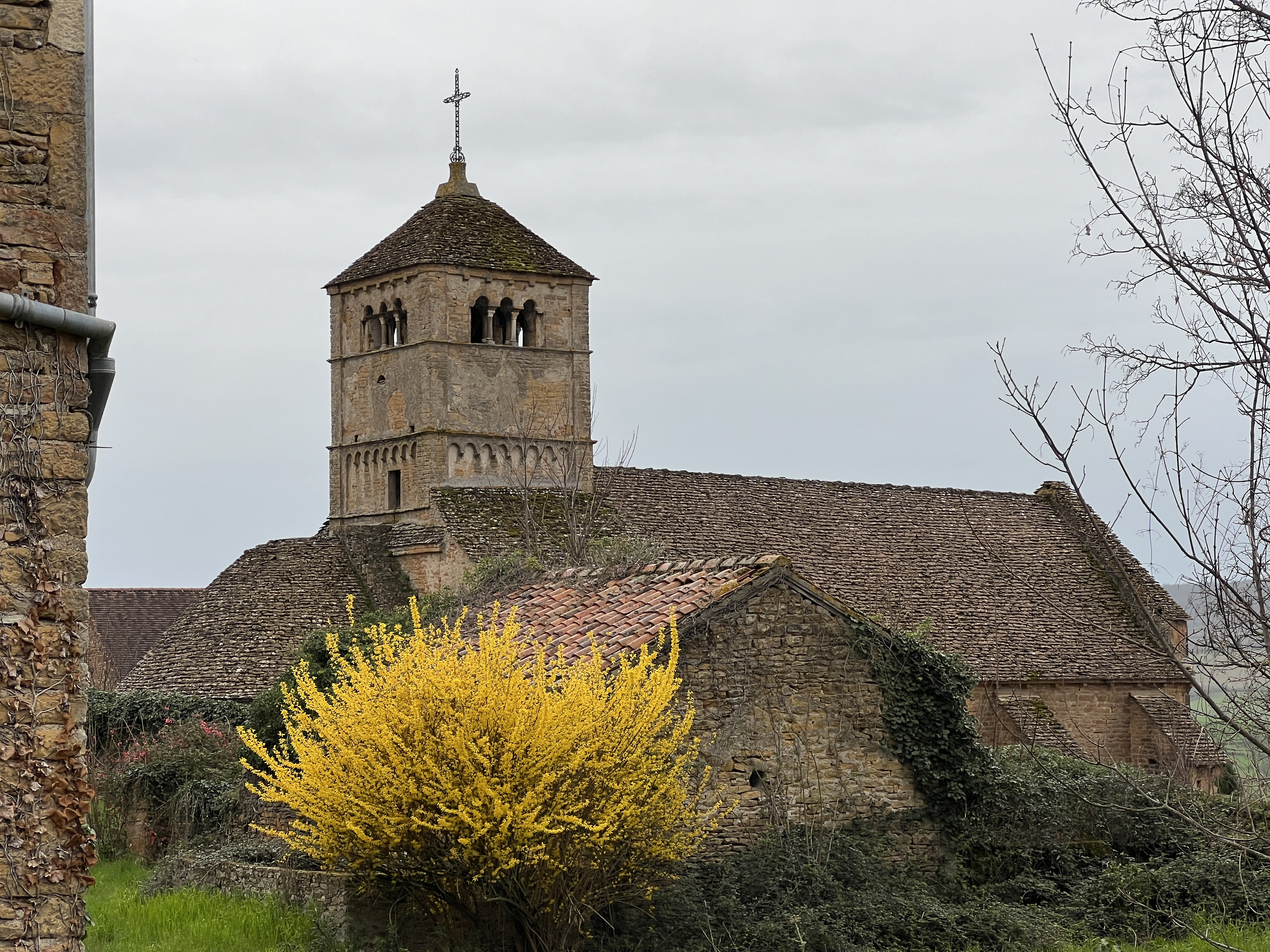
Kyrkan från norr
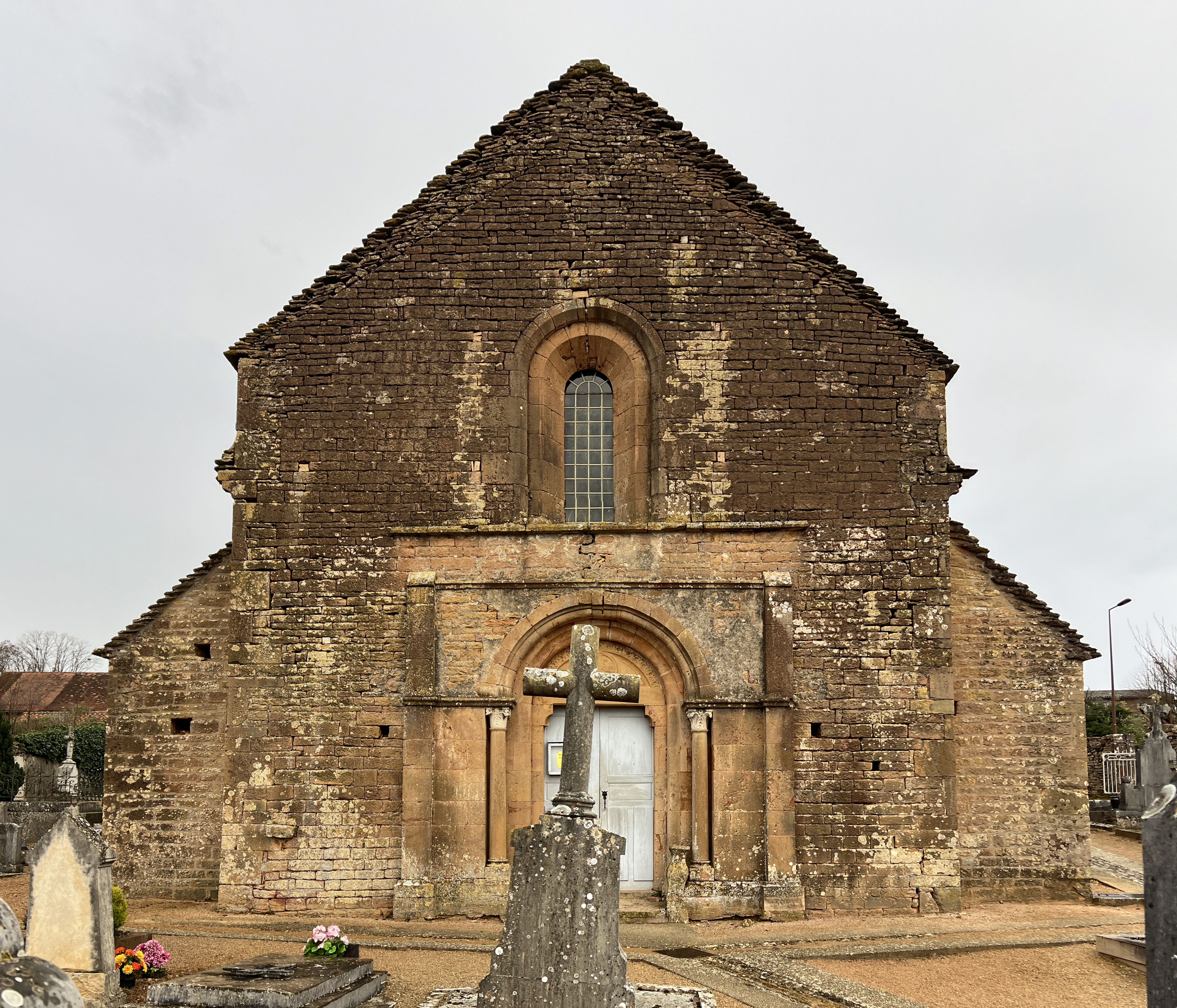
Kyrkan från väster